# Denkwitz (Grimma)
Denkwitz ist ein Dorf im Landkreis Leipzig in Sachsen. Politisch gehört der Ort seit Anfang 2011 zu Grimma.

## Lage
Denkwitz liegt an der Kreisstraße 8324 zwischen Nerchau und Cannewitz.

## Entwicklung der Einwohnerzahl
| Jahr    | Einwohner                                  |
| ------- | ------------------------------------------ |
| 1548/52 | 010 besessene Mann, 12 Inwohner, 11 Hufen  |
| 1764    | 010 besessene Mann, 2 Häusler, 3 7⁄9 Hufen |
| 1834    | 092                                        |
| 1871    | 128                                        |

| Jahr | Einwohner |
| ---- | --------- |
| 1890 | 108       |
| 1910 | 104       |
| 1925 | 093       |
| 1939 | 088       |

| Jahr | Einwohner |
| ---- | --------- |
| 1946 | 147       |
| 2010 | 050       |